# Colônia Cecília (minissérie)
Colônia Cecília é uma minissérie brasileira exibida pela Rede Bandeirantes, escrita por Patrícia Melo e Carlos Nascimbeni, e dirigida por Hugo Barreto Foi exibida entre 31 de julho a 11 de agosto de 1989. Foi reapresentada entre 29 de abril e 10 de maio de 1991, às 20h30.

## Produção
- A minissérie não obteve uma audiência expressiva, por concorrer com as últimas semanas da novela O Salvador da Pátria, da Rede Globo.
- A saga da Colônia Cecília, pouco lembrada nos livros de história, serviu de inspiração para Renata Pallotini para uma peça de teatro com o mesmo tema e título, mas que não foi creditada pela produção como fonte de pesquisa.
- Com a direção de Hugo Barreto e um cuidadoso trabalho de produção, cenografia e arte, a Bandeirantes desenvolveu com dignidade essa saga dramática de muita luta, coragem e paixão.
- Foi o primeiro trabalho da atriz Gabriela Duarte (que um mês depois já estaria em Top Model, da Globo).

## Sinopse
No fim do século XIX, imigrantes italianos instalaram-se no município paranaense de Palmeira, criando a primeira sociedade anarquista do Brasil, a Colônia Cecília. Giovanni Rossi sofre com o fracasso da experiência. É veterinário, agrônomo, biólogo e jornalista. Mas, acima de tudo, um idealista, dono de uma personalidade forte e obcecado pelo desejo de conviver com a humanidade livre.
Os dramas têm início na chegada desses imigrantes, que haviam ganho terras de D.Pedro II. Só que o grupo chega após a instalação da República que não reconhecia as concessões de terras outorgadas no regime anterior. Sem a proteção do imperador, Giovanni e sua companheira, Adele, conduzem os anarquistas a um lugar abandonado, terras que ninguém queria, de mata alta e solo inóspito.

## Elenco
- Paulo Betti - Giovanni Rossi
- Edith Siqueira - Adele
- Ênio Gonçalves - Aníbal
- Geraldo Del Rey - Egicio Cini
- Denise Del Vecchio - Duzolina
- Marcelo Picchi - Reinaldo Parodi
- Ewerton de Castro - José Gariga
- Renato Coutinho - Pietro Riva
- Selma Egrei - Gina
- Gabriela Duarte - Bianca
- Roberto Battaglin - Ernesto Fachini
- Patrícia Lucchesi - Agnes
- Paulo Villaça - Delegado Tavares
- Zaíra Bueno - Elena
- Paulo Leite - Emílio Weinberg
- João Bourbonnais - Dr. Colombo Leoni
- Toni Lopes - Pipão Aggottani
- José Rubens Chachá - Gigi Damiani
- Gilberto Assad - Domênico
- Márcia Dornelles - Loura